# Школярик
«Школярик» — видавництво в Тернополі.

## Історія
Засноване 1997 року. Ініціатор створення, генеральний директор — В. Головач.
У видавництві працюють понад 100 осіб. Виробництво повністю автоматизоване. Асортимент (65 млн примірників щорічно): учнівські зошити, альбоми, записники  та інше.
Видавництво — учасник всеукраїнських та міжнародних виставок. Співпрацює з торговими фірмами Німеччини, Польщі, США («Disney»), Фінляндії, Франції. Продукцію експортує в Білорусь, Латвію, Литву, Молдову, РФ та інші країни.
Від 2002 «Школярик» проводить благодійну акцію «В перший клас ідемо разом» (на свято 1-го дзвоника першокласники шкіл м. Тернополя безкоштовно отримують зошити та іншу продукцію).
У 1996—2007 видавництво видавало всеукраїнський журнал «Клас».

## Відзнаки
- Почесний диплом і звання «Золота торгова марка» (2003), «Вища проба» (2004),
- відзнаки науково-дослідного центру незалежних експертиз «Тест» (2003—2005).